# Omphale (Gérôme)
Pour les articles homonymes, voir Omphale (homonymie).
Omphale est une sculpture en marbre de l'artiste français Jean-Léon Gérôme, réalisée en 1886 et 1887 et aujourd'hui conservée au Musée Jean-Léon Gérôme à Vesoul. Une esquisse au crayon de l'œuvre est conservée au musée d'Art de Dallas, aux États-Unis d'Amérique.

## Histoire

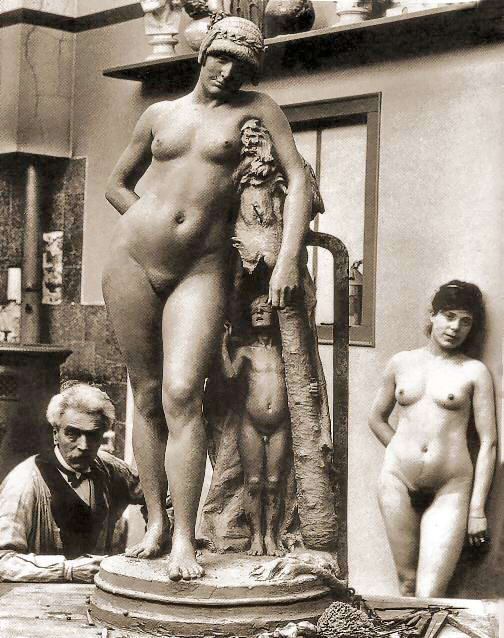
Photographie de 1886 : Gérôme dans son atelier avec une première version de la statue et son modèle.

La statue est sculptée en 1886 et 1887 et exposée au Salon de cette dernière année ; certains critiques l'opposent alors à la Diane d'Alexandre Falguière (qui est présentée dans la même galerie) et la qualifient d'« archaïque ».
Jean-Léon Gérôme prend probablement comme modèle pour cette statue Emma Dupont, qui avait déjà posé pour d'autres œuvres de l'artiste, notamment des nus. L'artiste crée également un tableau intitulé La Fin de séance, qui le représente dans son atelier avec une version en argile de l'œuvre, recouverte d'un drap par le modèle une fois sa tâche terminée,. Des photographies de 1886 attribuées à Louis Bonnard montrent également Gérôme dans son atelier avec l'esquisse à l'argile et Emma Dupont nue,.

## Sujet mythologique

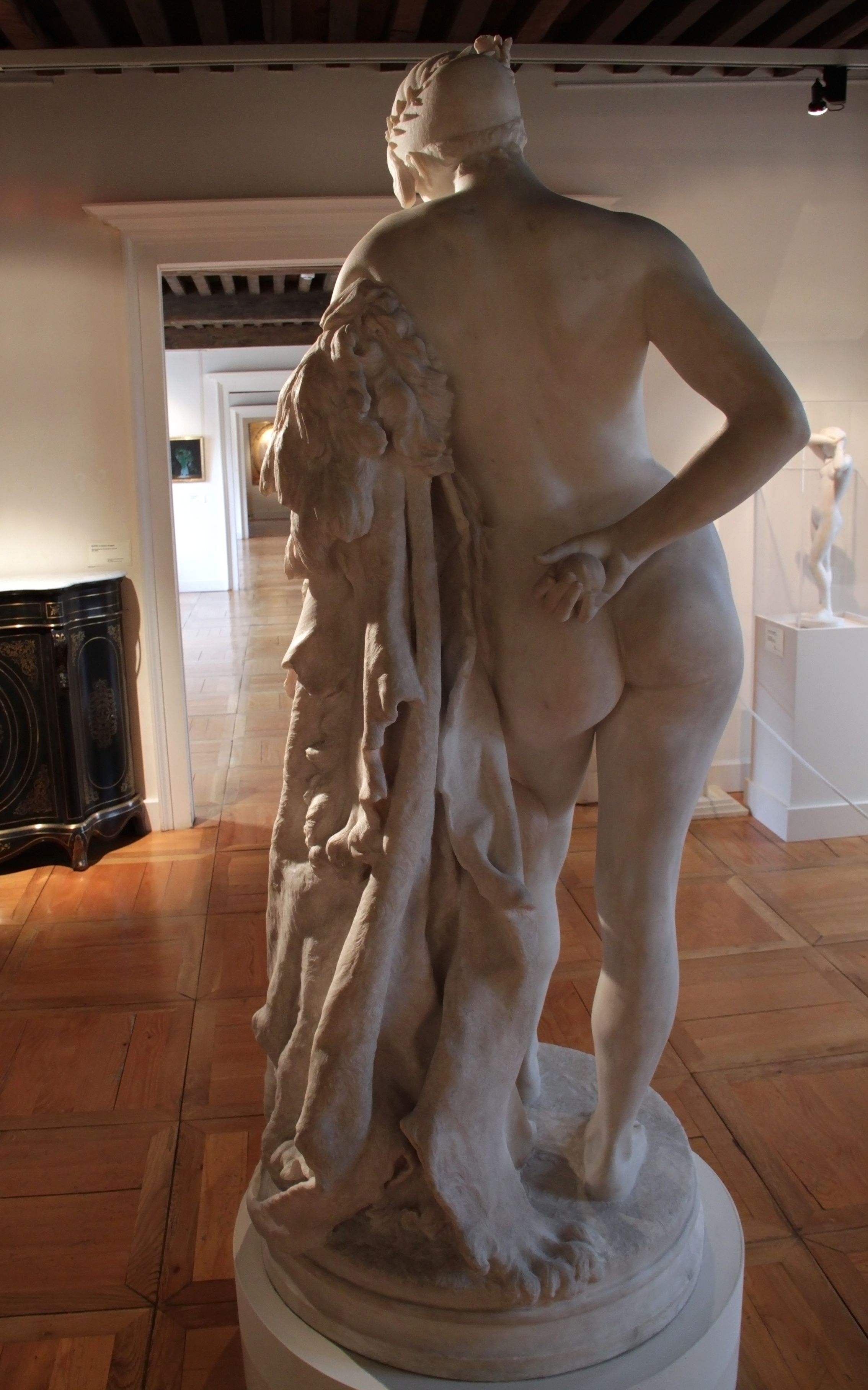
Vue arrière.

La statue représente Omphale, une reine de Lydie dans la mythologie grecque, qui a eu Héraclès comme esclave pendant un an car il avait tué un de ses amis et avait donc été puni par les dieux. Héraclès est contraint de s'occuper de tâches alors réservées aux femmes, comme le filage, tandis qu'Omphale s'habille de la peau du lion de Némée et brandit la massue du demi-dieu.

## Description
La pose de la sculpture reflète clairement l'Hercule au repos ou Hercule Farnèse, une statue grecque de la période hellénistique réalisée par le sculpteur Lysippe et aujourd'hui connue grâce à une copie en marbre sculptée au IIIe siècle av. J.-C. par Glycon d'Athènes. Depuis la Renaissance, Omphale est représentée en utilisant l'Hercule Farnèse comme modèle de référence, comme dans un tableau de 1606 de Pierre Paul Rubens que Gérôme lui-même a peut-être vu au musée du Louvre.
Omphale, nue comme l'Hercule Farnèse, s'appuie sur la massue d'Héraclès ; à ses côtés se trouve aussi un enfant aux yeux bandés. La peau du lion de Némée tombe du haut de la massue et descend jusqu'à toucher le sol. Sur sa tête, elle porte une couronne de feuilles de myrte tandis que dans sa main droite, elle tient une pomme. Le corps donne une sensation de « vigueur agile », tandis que la tête légèrement penchée sur le côté donne à la femme « une expression paisiblement dominatrice ».